# Fäbodträsket (naturreservat)
Fäbodträsket är ett naturreservat i Vindelns kommun i Västerbottens län.
Området är naturskyddat sedan 2013 och är 299 hektar stort. Reservatet omfattar norra delen av sjön Fäbodträsket och mark på båda sidorna om sjön som består av talldominerad skog och små myrstråk.